# Johann Ernst Falke
Johann Ernst Ludwig Falke (* 20. April 1805 in Rudolstadt; † 24. September 1880 in Jena) war ein deutscher Tierarzt.

## Leben
Johann Ernst Ludwig Falke studierte von 1824 bis 1827 in Dresden und Berlin, wurde 1827 Tierarzt in Rudolstadt, ging 1829 als Lehrer an das Tierarznei-Institut in Dresden, kehrte aber 1832 nach Rudolstadt zurück und wurde 1840 Landestierarzt. 1847 ging er als Lehrer der Tierheilkunde und Leiter der Großherzogl. Sächsischen Veterinäranstalt nach Jena und wurde 1850 Veterinärphysikus.
Im Jahr 1861 wurde er mit der Cothenius-Medaille der Leopoldina ausgezeichnet.

## Werke
- Lehrbuch über den Hufbeschlag und die Hufkrankheiten. Leipzig 1848, 2. Aufl. 1860.
- Die Hippologie. Leipzig 1849.
- Lehrbuch der gesamten Tierarzneiwissenschaft. Leipzig 1855, 3 Bde.
- Handbuch aller innern und äußern Krankheiten unsrer nutzbaren Haustiere. Erlangen 1858.
- Die Prinzipien der vergleichenden Pathologie und Therapie der Haussäugetiere. Erlangen 1860.
- Die Influenza der Pferde. Jena 1862.
- Der Milzbrand und die Hundswut. Leipzig 1861.
- Die Lehre von den Krankheiten der Zucht- und der jungen Tiere. Leipzig 1867.
- Tierärztliche Jahrbücher. Leipzig 1878 ff.

Dieser Artikel basiert auf einem gemeinfreien Text aus Meyers Konversations-Lexikon, 4. Auflage von 1888 bis 1890.
| Personendaten    | Personendaten                                   |
| ---------------- | ----------------------------------------------- |
| NAME             | Falke, Johann Ernst                             |
| ALTERNATIVNAMEN  | Falke, Johann Ernst Ludwig (vollständiger Name) |
| KURZBESCHREIBUNG | deutscher Tierarzt                              |
| GEBURTSDATUM     | 20. April 1805                                  |
| GEBURTSORT       | Rudolstadt                                      |
| STERBEDATUM      | 24. September 1880                              |
| STERBEORT        | Jena                                            |